# William FitzGerald (Richter)
William O’Brien FitzGerald (* 1906 in Cork, County Cork; † 17. Oktober 1974) war ein irischer Richter und von 1973 bis 1974 Oberster Richter (Chief Justice) des Supreme Court.

## Biografie
Nach dem Schulbesuch studierte er Rechtswissenschaft am Belvedere College in Dublin und erhielt 1927 die Zulassung zum Rechtsanwalt am King’s Inns. Während seiner anschließenden anwaltlichen Tätigkeit erwarb er sich den Ruf eines scharfsinnigen Kreuzverhörers sowie Meisters in der Prozesstaktik. 1944 erhielt er die Zulassung zum Inner Bar und damit als Senior Counsel.
1966 wurde er zum Richter am Supreme Court berufen. Nach dem Rücktritt von Cearbhall Ó Dálaigh, der Richter am Europäischen Gerichtshof (EuGH) nach dem Beitritt Irlands zu den Europäischen Gemeinschaften wurde, wurde FitzGerald dessen Nachfolger als Chief Justice of Ireland. Dieses Amt bekleidete er bis zu seinem plötzlichen und unerwarteten Tod.